# Shin-Heae Kang

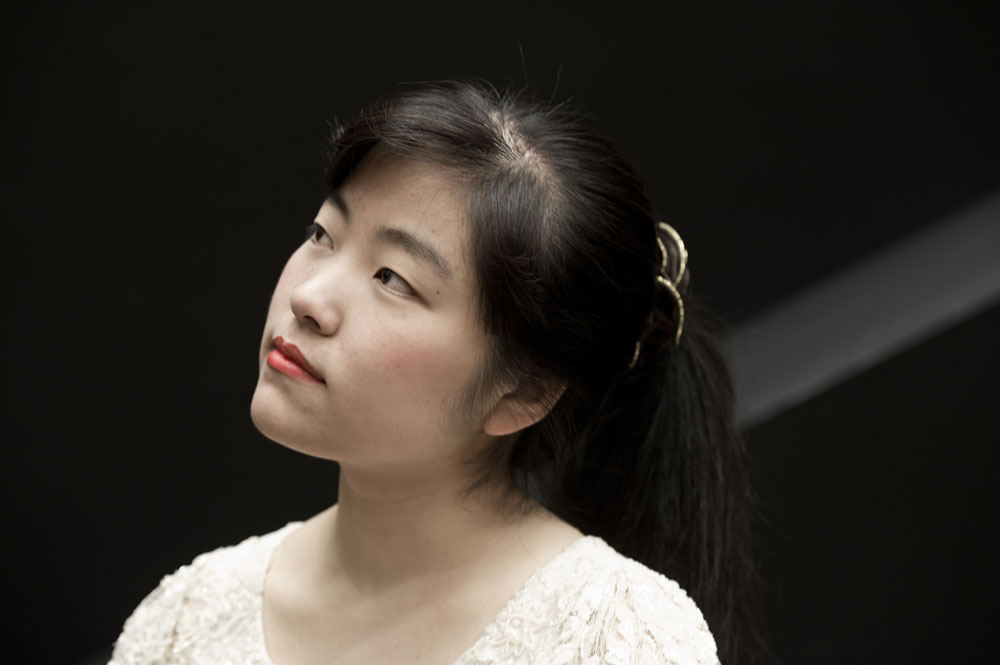
Shin-Heae Kang

Shin-Heae Kang (* 1987 in Kiel) ist eine deutsche Pianistin koreanischer Herkunft.

## Leben und Karriere
Sie begann im Alter von zwei Jahren nach Gehör zu spielen. Ihren ersten Klavierunterricht erhielt sie im Alter von drei Jahren. Seit ihrem sechsten Lebensjahr studierte sie zunächst an der Musikhochschule in Lübeck und ab 2001 an der Hochschule für Musik, Theater und Medien in Hannover bei Professor Karl-Heinz Kämmerling, wo sie das Studium mit Bestnote abschloss. Das Abitur hat sie am naturwissenschaftlichen Max-Planck-Gymnasium in Kiel mit den Leistungsfächern Physik und Französisch mit Auszeichnung abgelegt. Ihre Diplomarbeit verfasste sie über das Thema "Wissenschaftliche Erkenntnis und künstlerische Interpretation – Beobachtungen an der 3. Klaviersonate von Johannes Brahms", die mit der Bestnote und ebenfalls einer Auszeichnung bewertet wurde. Sie spricht vier Sprachen.
Ihr erstes Konzert gab Shin-Heae Kang im Alter von fünf Jahren. Im Alter von 9 Jahren gab sie ihr erstes Klavierkonzert mit Orchester, wo sie Mozarts Klavierkonzert Nr. 8 KV 246 spielte. Daraufhin folgten zahlreiche Klavierkonzerte und Recitals. Im Alter von 11 Jahren führte sie zum ersten Mal das Klavierkonzert Nr. 1 von Felix Mendelssohn Bartholdy auf. Ein Jahr später, im Alter von 12 Jahren gab sie ihr erstes Philharmonie-Debüt im Großen Saal der Berliner Philharmonie, wo sie ebenfalls das Klavierkonzert Nr. 1 von Felix Mendelssohn Bartholdy zusammen mit den Berliner Symphonikern aufführte. Im selben Jahr brachte sie das Klavierkonzert Nr. 2 in f-Moll von Frédéric Chopin zur Aufführung. Mit 15 Jahren spielte Shin-Heae Kang in einem Konzertabend die Ungarische Fantasie für Klavier und Orchester von Franz Liszt und das Konzertstück in f-Moll ebenfalls für Klavier und Orchester von Carl Maria von Weber. 2003 führte sie das Klavierkonzert in G-Dur von Maurice Ravel, das Klavierkonzert für drei Klaviere KV 242 von Wolfgang Amadeus Mozart mit dem Braunschweiger Staatsorchester, und beide Klavierkonzerte von Felix Mendelssohn Bartholdy an einem Abend mit großem Erfolg im Großen Saal der Hamburger Laeiszhalle auf. Es folgten weitere zahlreiche Klavierkonzerte mit unterschiedlichen renommierten Orchestern und Dirigenten.
Sie gastierte in diversen Städten in Europa, Asien und in den USA. Sie trat u. a. auf der Weltausstellung (EXPO) in Hannover, im Großen Saal auf Schloss Elmau, im Großen Saal des Kieler Schlosses, auf Schloss Elmau, im Großen Saal der Laeiszhalle in Hamburg, im Deutschen Haus in Flensburg, im Großen Saal der Berliner Philharmonie, in der Braunschweiger Stadthalle, im Wiener Saal in Salzburg, im Großen Saal des Theaters in San Juan in Puerto Rico, im Mariinsky-Theater in St. Petersburg, in München, Baden-Baden, Düsseldorf, Lugano, Gstaad, Florenz, Rom, Mallorca, Barcelona, Incheon etc. auf.
Als Weiteres gastierte sie bei renommierten Festivals u. a. auf dem Kissinger Sommer in Bad Kissingen, dem Classix-Festival in Braunschweig, dem Sommerfestival des Alpen Klassiks in Bad Reichenhall, dem Festival in Passau, dem Bodenseefestival und bei zahlreichen weiteren Festspielen. Ebenfalls gastierte sie u. a. auf Einladungen der Brahmsgesellschaft Schleswig-Holstein und bei der Brahms-Forschungsstelle am Kieler Musikwissenschaftlichen Institut, erhielt Einladungen von der Brahmsgesellschaft in Baden-Baden für Kammermusikabende im Brahms-Haus, und gab bei den Robert-Schumann-Gesellschaften in Düsseldorf und in Zwickau Klavierabende.
Im Jahre 2008 gab sie im Großen Saal des Theaters in San Juan, Puerto Rico, ihr amerikanisches Debüt und hielt an der dortigen Universität einen Meisterkurs bzw. einen Vortrag. Sie gab weitere Meisterkurse in Deutschland. Seit 2008 unterrichtet sie zudem besonders begabte junge Musiker.
Sie war zu Gast bei verschiedenen Radio- und Fernsehsendern in Europa, Asien und in den USA und nahm bisher fünf CDs auf.
Im Jahre 2000 spielte sie ihre erste CD ein u. a. die Corelli-Variationen von Rachmaninow, sowie Werke von Debussy, Mendelssohn, Liszt, Chopin und Beethoven. 2005 erschien ihre zweite CD mit Werken von Schubert, Schumann und Liszt. Im Jahre 2009 erschien ihre dritte und vierte Live-CD von einem Rezital mit Werken von Brahms, Beethoven, Schumann, Ravel und Liszt. 2013 machte sie einige Video-Aufnahmen bei Bechstein in Berlin mit Werken von Scarlatti, Chopin und Schumann-Liszt. 2014 wird der Konzertmitschnitt von dem Rezital beim "Progetto Martha Argerich 2012" in Lugano als fünfte Live-CD erscheinen. Das Konzert wurde vom Schweizer Radiosender RSI des Radio Swiss Classic aufgenommen.
Neben dem Klavierspiel erhielt sie auch Gitarren-, Geigen- und Querflöten-Unterricht und war sportlich sehr aktiv. Unter anderem war sie Landesmeisterin in Rhythmischer Sportgymnastik, trainierte Taekwon-Do und spielte leidenschaftlich Fußball. Zudem spielt sie mit großer Freude und Leidenschaft Kammermusik.

## Auszeichnungen
Im Jahre 2006 wurde sie als jüngste Preisträgerin überhaupt in der Geschichte des Deutschen Druiden-Ordens mit dem Ehrenpreis ausgezeichnet, eine Auszeichnung, die u. a. Karlheinz Böhm, Justus Frantz und der Theologe Hans Küng erhielten.
Sie erhielt zahlreiche Musikpreise, Sonderpreise und Stipendien von unterschiedlichen Institutionen und gewann mehrere Klavierwettbewerbe. U.a. studierte sie im Sommer des Jahres 2005 als jüngste Stipendiatin überhaupt der Wilhelm-Kempff-Stiftung an dem Gesamtwerk Beethovens Klaviersonaten und -konzerte im speziellen Beethovenkurs in Positano, war unter anderem Stipendiatin der Marie-Luise-Imbusch-Stiftung Lübeck und wurde von verschiedenen Internationalen Lions-Clubs, Rotary-Clubs und dem Zonta Club gefördert. In den Jahren 2012 und 2015 erhielt sie eine Einladung von der Internationalen Brahms-Stiftung für einen Arbeitsaufenthalt im Brahms-Haus in Baden-Baden.
Im Jahre 2001, als Shin-Heae Kang 14 Jahre alt war, wurde ein Förderkreis in Form eines Freundeskreises für Shin-Heae Kang gegründet, der sie in vielerlei Hinsicht unterstützt und fördert.
Seit ihrem 8. Lebensjahr erhielt sie hervorragende Rezensionen von der internationalen Presse.
Die legendäre Pianistin und Mentorin Martha Argerich bescheinigt unter anderem:
"Shin-Heae Kang is a magnificent pianist. She has all the qualities, superb technique, serious and devoted musicianship, very big repertoire. I strongly recommend her to your attention."
("Shin-Heae Kang ist eine großartige Pianistin. Sie besitzt alle Qualitäten, eine hervorragende Technik, ernsthaftes und hingebungsvolles musikalisches Können und ein sehr großes Repertoire. Ich empfehle sie dringend Ihrer Aufmerksamkeit.").
Auf Argerichs Einladung hin gab Shin-Heae Kang im Jahre 2012 beim Festival "Progetto Martha Argerich" in Lugano in der Schweiz einen fulminanten Klavierabend, und erhält von ihr wichtige künstlerische Impulse und wird maßgeblich von ihr gefördert. 2015 gastierte sie auf Einladung von Valery Gergiev beim Mariinsky International Piano Festival im St. Petersburger Mariinsky-Theater in Russland ebenfalls mit einem Klavierabend Debüt, und gab beim Schleswig-Holstein Musik Festival ein fulminantes Recital Debüt. 2017 debütierte sie in Südkorea mit einem Recital, das von Seiten des Publikums und den Medien mit überwältigenden Reaktionen aufgenommenen wurde und erhielt daraufhin Wiedereinladungen für die kommenden Jahre. Auf Einladung von NDR Kultur "Podium der Jungen" machte sie Aufnahmen im Rolf-Liebermann-Studio in Hamburg für ein Porträt.
Neben Klavier studierte Shin-Heae seit ihrem 10. Lebensjahr als zweites Instrument klassische Gitarre an der Musikhochschule Lübeck bei Professor Albert Aigner. Auch auf diesem Instrument gab sie seit ihrem 7. Lebensjahr zahlreiche Konzerte und wurde 1. Preisträgerin beim Bundeswettbewerb Jugend musiziert.
Seit 2011 ist sie Young Steinway Artist.

## Zitate
"Auf dem Weg zu einer Weltkarriere"- Schleswig-Holstein Musik Festival Recital Debüt
"Die Debütantin des Festivals die junge Pianistin Shin-Heae Kang führte mit äußerster Professionalität Werke von Liszt und Schumann auf (...) Dabei bewies sie alle Qualitäten für eine große Konzertkarriere" – Mariinsky-Theater Magazin St. Petersburg
"Star des Abends war die Pianistin Shin-Heae Kang, die bereits mit zahlreichen Musikpreisen ausgezeichnet wurde. Die in Kiel geborene Tochter koreanischer Eltern riss mit ihrem brillanten Spiel die Zuhörer förmlich von den Sitzen" – Die Welt
"Ein überwältigender WOW-Effekt beim Rezital mit der international zur Weltelite zählenden Pianistin Shin-Heae Kang" – The Kukmin Ilbo Daily Newspaper South Korea / Korean Naver
"Das Zeug zu einer ganz Großen"- Main-Post / Festival Kissinger Sommer Recital Debüt
"Sie beherrscht das Instrument vollkommen. Es ist, als wäre es ein Teil von ihr selbst"- Niedersächsisches Tageblatt
"Mit einer angeborenen Musikbegabung und sehr vielseitiger Ausbildung, die sie in Deutschland erhielt, führte Kang das Programm hoch professionell, mit einem sehr angenehmen Klang auf, ohne die dynamischen Grenzen jemals zu überschreiten. Dies erfordert von einem Künstler bei spezifischen akustischen Umständen eines Konzertsaals vor allem große Bühnenerfahrungen und das handwerkliche Können"- Piano-Forum-Magazin Moskau
"Eine Symbiose zwischen Instrument und Meisterin"- Glinder Zeitung
"Ein einmaliges Erlebnis mit einer Ausnahmekönnerin"- Gubener Tageszeitung